# Appalachian League
L'Appalachian League of Professional Baseball, couramment abrégé en Appalachian League (« Ligue des Appalaches » en français), est une ligue mineure de baseball de niveau recrues dont les activités se déroulent aux États-Unis depuis 1937, avec une seule année d'interruption en 1956. Les 10 clubs qui composent actuellement la ligue sont basés dans le Sud-Est des États-Unis, dans les États de Virginie, Virginie-Occidentale, Caroline du Nord et Tennessee.
La saison de baseball de l'Appalachian League se déroule chaque année de juin à septembre. Les équipes sont toutes affiliées à des clubs de la Ligue majeure de baseball.

## Histoire
Une première incarnation de la ligue est en opération de 1911 à 1914, puis une seconde de 1921 à 1925. De sa résurgence en 1937 jusqu'en 1962, elle était une ligue mineure dite de « niveau D », classification qui n'existe plus aujourd'hui. La désignation est changée pour « niveau recrues » lors d'un remaniement du système de ligues mineures en 1963.

### 1911-1914
Les six clubs qui la composent pour les quatre saisons jouées de 1911 à 1914 sont les Moonshiners d'Asheville en Caroline du Nord, les Boosters de Bristol en Virginie et quatre clubs de l'État du Tennessee : les Counts de Cleveland, les Soldiers de Johnson City, les Appalachians de Knoxville et les Jobbers de Morristown. Ces clubs sont alors tous indépendants.

### 1921-1925

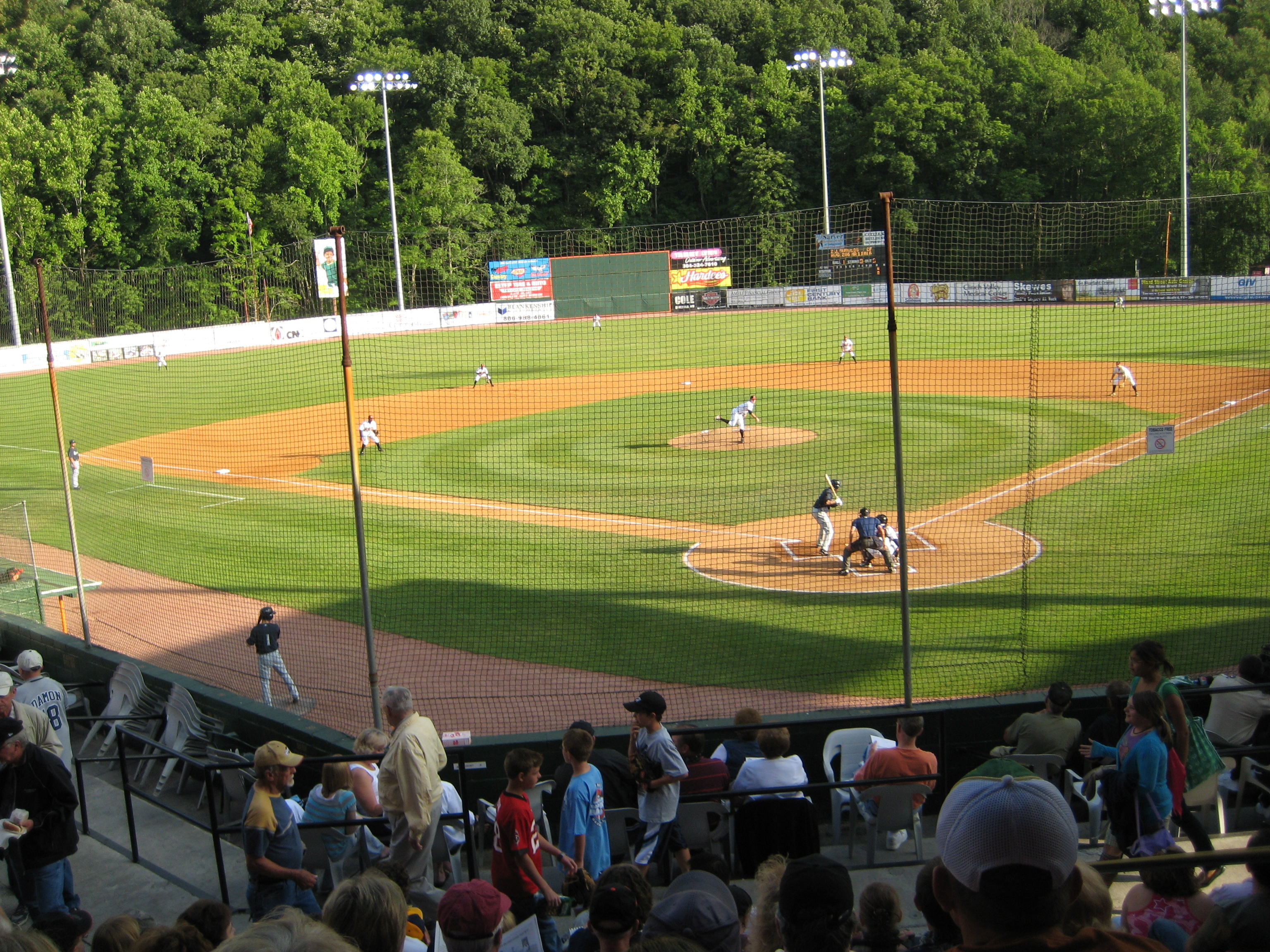
Match de l'Appalachian League au Bowen Field de Bluefield en Virginie le 3 juillet 2009.

Lors des cinq saisons jouées de 1921 et 1925, une seconde itération des Soldiers de Johnson City apparaît, aux côtés des State-Liners de Bristol, des Manufacturers de Cleveland et des Pioneers de Knoxville, tous situés dans des villes représentées une décennie plus tôt. Deux villes s'ajoutent à cette ligue de 6 clubs encore une fois indépendants de ceux du baseball majeur : les Burley Cats de Greeneville et les Indians de Kingsport, tous deux dans le Tennessee.

### Depuis 1937
En 1937, la troisième (et actuelle) ligue des Appalaches est créée et est, cette fois, affiliée en « classe D » (plus bas niveau) à des formations de la Ligue majeure de baseball. Les Soldiers de Johnson City sont de retour, et les trois autres équipes pour cette première année sont les Betsy Red Sox d'Elizabethton (Tennessee), les Canners de Newport (Tennessee) et les Lee Bears de Pennington Gap (Virginie).
De nombreux autres clubs s'ajoutent et disparaissent au fil des ans. La ligue interrompt ses activités en 1956, avant de se reprendre en 1957.
Les actuels Blue Jays de Bluefield, fondés en 1937 dans la défunte Mountain State League et intégrés à l'Appalachian League en 1946, sont connus sous le nom d'Orioles de Bluefield de 1958 à 2010 en raison de leur association avec les Orioles de Baltimore de la Ligue majeure de baseball, ce qui représente la plus longue affiliation (58 ans) dans l'histoire du baseball organisé.

## Participants (2019)
| Division | Franchise                 | Ville                            | Stade (capacité)                    | Affilié à                |
| -------- | ------------------------- | -------------------------------- | ----------------------------------- | ------------------------ |
| Est      | Blue Jays de Bluefield    | Bluefield (VA) et Bluefield (WV) | Bowen Field at Peters Park (3 000)  | Blue Jays de Toronto     |
| Est      | Royals de Burlington      | Burlington (NC)                  | Burlington Athletic Stadium (3 500) | Royals de Kansas City    |
| Est      | Braves de Danville        | Danville (VA)                    | American Legion Field (2 588)       | Braves d'Atlanta         |
| Est      | Rays de Princeton         | Princeton (WV)                   | H.P. Hunnicutt Field (3 000)        | Rays de Tampa Bay        |
| Est      | Yankees de Pulaski        | Pulaski (VA)                     | Calfee Park (2 500)                 | Yankees de New York      |
| Ouest    | Pirates de Bristol        | Bristol (VA) et Bristol (TN)     | DeVault Memorial Stadium (2 000)    | Pirates de Pittsburgh    |
| Ouest    | Twins d'Elizabethton      | Elizabethton (TN)                | Joe O'Brien Field (2 000)           | Twins du Minnesota       |
| Ouest    | Astros de Greeneville     | Tusculum (TN)                    | Pioneer Park (4 000)                | Reds de Cincinnati       |
| Ouest    | Cardinals de Johnson City | Johnson City (TN)                | TVA Credit Union Ballpark (3 800)   | Cardinals de Saint-Louis |
| Ouest    | Mets de Kingsport         | Kingsport (TN)                   | Hunter Wright Stadium (2 000)       | Mets de New York         |